# John Williams (squash)
Pour les articles homonymes, voir John Williams et Williams.
John Williams, né le 7 octobre 1972 à Melbourne, est un joueur professionnel de squash représentant l'Australie. Il atteint en avril 2001 la quinzième place mondiale sur le circuit international, son meilleur classement. 

## Biographie
De 2002 à 2005, John Williams est entraîneur de l'équipe nationale féminine suisse et depuis 2005, il est responsable de l'équipe masculine suisse. De 2002 à 2006, il est également responsable des deux équipes nationales du Liechtenstein. Il entraîne également individuellement des joueuses comme Olivia Hauser.

## Palmarès

### Titres
- Grasshopper Cup : 2000
- Championnats du monde par équipes : 2001

### Finales
- Open de Colombie : 2002
- Windy City Open : 2001
- Open de Malaisie : 2000